# Estación de Los Barrios
Los Barrios es una estación de ferrocarril situada en el municipio español de Los Barrios, en la provincia de Cádiz, comunidad autónoma de Andalucía. Las instalaciones cuentan con servicios de media distancia operados por Renfe.

## Situación ferroviaria
Las instalaciones se encuentran situadas en el punto kilométrico 168,4 de la línea férrea de ancho ibérico Bobadilla-Algeciras, a 3 metros de altitud sobre el nivel del mar, entre las estaciones de San Roque-La Línea y de Algeciras. El tramo es de via única y está sin electrificar.

## Historia
La estación fue puesta en servicio el 6 de octubre de 1890 con la apertura del tramo Algeciras-Jimena de la Frontera de la línea férrea que pretendía unir la primera con Bobadilla. Las obras corrieron a cargo de la compañía inglesa The Algeciras-Gibraltar Railway Cº. El 1 de octubre de 1913, la concesión de la línea fue traspasada a la Compañía de los Ferrocarriles Andaluces que la gestionó hasta que en 1941 se produjo la nacionalización del ferrocarril en España y se creó RENFE.
Desde el 31 de diciembre de 2004 Adif es la titular de las instalaciones ferroviarias.

## Servicios ferroviarios

### Media Distancia
La línea 70 Renfe enlaza la estación con Algeciras, Ronda y Antequera-Santa Ana.
| Línea MD | Trenes | Origen/Destino            |  | Destino/Origen |
| -------- | ------ | ------------------------- |  | -------------- |
| 70       | MD     | Antequera-Santa Ana Ronda |  | Algeciras      |